# Antheuil-Portes
Antheuil-Portes é uma comuna francesa na região administrativa de Altos da França, no departamento de Oise. Estende-se por uma área de 10,73 km². Em 2010 a comuna tinha 424 habitantes (densidade: 39,5 hab./km²).